# 谷川唯人
谷川 唯人（たにがわ ゆいと、2002年5月27日 - ）は、島根県安来市出身の元プロ野球選手（捕手）。右投右打。NPB加盟球団では育成選手であった。

## 経歴

### プロ入り前
小学校1年時から野球を始め、4年時から捕手を務める。安来市立第二中学校では軟式野球部に所属。引退後はKボールの島根県選抜に選ばれ、全国大会でベスト4入りを果たした。
高校は立正大淞南高校に進学。1年春からベンチ入りし、2年夏までは遊撃手や投手としても出場した。2年秋からは正捕手に任命され、主将も務めた。3年夏に開催予定だった第102回全国高等学校野球選手権島根大会は、新型コロナウイルス感染症の流行により中止となったが、その代替として開催された令和2年度島根県高等学校夏季野球大会では、決勝で益田東高校に敗れて準優勝だった。2学年上に友杉篤輝がいる。
2020年10月26日のドラフト会議で、千葉ロッテマリーンズから育成1位指名を受け、11月18日に支度金300万円、年俸230万円で契約合意した。背番号は122。

### ロッテ時代
2021年は、2月の春季キャンプ中に腰に痛みをおぼえ、4月28日に鏡視下腰椎椎間板ヘルニア摘出術を行ったと発表された。その後、9月23日に復帰すると、10月3日には初めて守備に就いた。最終的に、イースタン・リーグには4試合に出場し、1打数無安打であった。シーズンオフに行われたフェニックス・リーグでは捕手としての出場機会が増加。盗塁阻止率は.429（7-3）を記録した。12月10日には、現状維持となる推定年俸230万円で契約更改した。
2022年は、出場機会確保のため、主に外野手として出場。強肩を活かし、イースタン・リーグ5位の5補殺を記録した一方で、捕手としての出場は16試合に留まった（外野手としては63試合）。打撃面では、8月11日の読売ジャイアンツ戦で髙橋優貴からファーム公式戦での初本塁打を記録。打撃フォームを試行錯誤しながらシーズンを過ごした。最終成績は、80試合の出場で打率.119、1本塁打、7打点だった。
2023年も、主に外野手として出場（外野手として71試合、捕手として16試合、三塁手として11試合）。この年はイースタン・リーグ2位となる10補殺を記録した。打撃面では、5月に好調な時期はあったものの、最終成績は89試合の出場で打率.222、12打点に留まり、10月3日に戦力外通告を受けた。

### くふうハヤテ時代
同年12月7日、2024年からのウエスタン・リーグ参加が内定しているハヤテ223（当時チーム名未定、その後「くふうハヤテベンチャーズ静岡」と発表）の新入団選手として発表された。ハヤテが独自に実施したトライアウトには参加していなかったものの、12球団合同トライアウトは受験していた。背番号は6。
2024年はロッテ時代とは異なり捕手に専念して二軍公式戦10試合に出場していたが、5月2日、球団は谷川が同日付で退団したと発表した。理由については「球団調査により、度重なる無免許運転の事実が発覚したため」としている。その後6月5日に道路交通法違反（無免許運転）の疑いで、車を貸した所属選手（氏名は非公表）とともに書類送検された。7月3日付で、車を貸した選手とともに罰金30万円の略式命令を受けた。

### 社会人野球時代
くふうハヤテ退団後の2024年中に、社会人野球企業チームのアスミビルダーズに所属。第49回社会人野球日本選手権の近畿地区予選の4試合に先発捕手としてフル出場した。

## 選手としての特徴
遠投123m、二塁送球1.8秒台後半の強肩が武器。
ロッテ時代は捕手のほか、外野手としても公式戦で出場していた。

## 人物
兄と弟が2人ずついる。このうち、弟の翔太は社会人野球選手として、三菱自動車倉敷オーシャンズに所属している（2024年現在）。
目標とする選手は横浜DeNAベイスターズの戸柱恭孝。

## 詳細情報

### 年度別打撃成績
- 一軍公式戦出場なし

### ファームでの年度別打撃成績
| 年 度     | 球 団        | 試 合 | 打 席 | 打 数 | 得 点 | 安 打 | 二 塁 打 | 三 塁 打 | 本 塁 打 | 塁 打 | 打 点 | 盗 塁 | 盗 塁 死 | 犠 打 | 犠 飛 | 四 球 | 敬 遠 | 死 球 | 三 振 | 併 殺 打 | 打 率 | 出 塁 率 | 長 打 率 | O P S |
| --------- | ------------ | ----- | ----- | ----- | ----- | ----- | -------- | -------- | -------- | ----- | ----- | ----- | -------- | ----- | ----- | ----- | ----- | ----- | ----- | -------- | ----- | -------- | -------- | ----- |
| 2021      | ロッテ       | 4     | 1     | 1     | 0     | 0     | 0        | 0        | 0        | 0     | 0     | 0     | 0        | 0     | 0     | 0     | 0     | 0     | 0     | 0        | .000  | .000     | .000     | .000  |
| 2022      | ロッテ       | 80    | 105   | 101   | 7     | 12    | 2        | 0        | 1        | 17    | 7     | 1     | 0        | 0     | 0     | 4     | 0     | 0     | 36    | 5        | .119  | .152     | .168     | .321  |
| 2023      | ロッテ       | 89    | 269   | 243   | 24    | 54    | 0        | 1        | 0        | 56    | 12    | 2     | 4        | 3     | 0     | 20    | 0     | 3     | 66    | 9        | .222  | .289     | .230     | .520  |
| 2024      | くふうハヤテ | 10    | 23    | 20    | 0     | 4     | 0        | 0        | 0        | 4     | 0     | 0     | 1        | 1     | 0     | 2     | 0     | 0     | 7     | 1        | .200  | .273     | .200     | .473  |
| 通算：4年 | 通算：4年    | 183   | 398   | 365   | 31    | 70    | 2        | 1        | 1        | 77    | 19    | 3     | 4        | 4     | 0     | 26    | 0     | 3     | 109   | 15       | .192  | .251     | .211     | .462  |

### 背番号
- 122（2021年 - 2023年）
- 6（2024年）